# Jeløya
Jeløya er en af de største øer i Ydre Oslofjord (men egentlig en halvø hvor der er udgravet en kanal mellem Værla og Mossesundet), cirka 10 km lang og op til 4 kilometer bred, og vel 19 kvadratkilometer stor. Jeløya ligger i Moss kommune. Mod øst ligger øen ud mod Mossesundet, i sydøst til Værlebukta. Ud fra det sydvestlige næs ligger Gullholmen med en ubetjent fyrstation. Nordvest for Jeløya ligger Bile og Bevøya, mens nordsiden vender mod Sonskilen. Frem til 1946 var herred Jeløy en selvstændig kommune.
Jeløya har godt 11.000 indbyggere.

## Etymologi
Det norøne navn på øen var Jalund og Jǫlund. Bjorvand og Lindeman mener dette kommer fra oldnordisk *elundu «skum, brenning», som igen kommer af en germansk stamme *elund- < *elwund-, som sættes i forbindelse med den urindoeuropæiske rod *h₁el-. De antager at øen har fået navnet fordi den lå udsat for uvejr.

## Historie
Fra tidlig middelalder til midten af 1800-tallet var Jeløya forbundet med fastlandet via Værlesanden. I 1855 blev en 20 meter bred kanal åbnet gennem lavningen. Målet var at gøre Moss mere attraktiv som havneby, særlig for den voksende kysttrafik i Oslofjorden, som fra da af kunne sejle gennem Mossesundet på vej nordover og sydover.
Kanalbroen, som går over kanalen, var først en skydebro, senere en svingbro, og siden 1957 en klapbro. Den har været lukket siden slutningen af 1990'ene.
Grænserne til Moss by blev i løbet af 1800-tallet trukket ind på Jeløya forbi kanalen. Før sammenlægningen af kommunerne Jeløy og Moss i 1943 gik grænsen ved Gimleveien på Jeløya. Bystrøka og industrivirksomhederne Moss Glassverk og Moss værft og dokk lå i Moss kommune, men geografisk på Jeløya.
Frem til 1943/1946 gav Jeløya navn til Jeløy kommune, som også omfattede Kambo, Krapfoss og Mossemarka, eller «Vassbygda» som var et tidligere navn. Kommunen blev først slået sammen med Moss kommune 1. juli 1943. Vedtagelsen blev ophævet efter krigen, men vedtaget igen med virkning fra 1946. Jeløy havde ved sammenlægningen 4.243 indbyggere.

## Naturområder og strande
Jeløya har noget af landets rigeste flora, med blandt andet Blå Anemone og Mistelten. På øen findes flere beskyttede landskaber og naturreservater som følge af den enestående natur. Øen har flotte turområder med sine alléer og omfattende sti-systemer, herunder kyststien.
Strandzonen er ubebygget på det meste af øen, så det er muligt at gå uhindret til fods rundt om store dele af øen, hvor det ikke er for kuperet. Der er en række let tilgængelige strande; blandt de mest populære strande er Sjøbadet (lige ved kanalen over til bysiden), Tronvikstranda, Fiskestranda, Albybukta, Bredebukt, Reierstranda og Refsnesstranda. Sjøbadet fik i 2012 tildelt Blå Flag-certificering  som eneste strand i Østfold. Sjøbadet, Tronvikstranda, Reier og Alby har sandbund. Reierstrand er lavvandet og småbørnsvenlig.

## Seværdigheder
Herregårdslandskabet på Jeløy er sjældent i Norge. På øen ligger en række større gårdanlæg med lange alleer som fører op til gårde som Reier, Alby, Grønli, Torderød og Kubberød. Torderød ejes af Moss kommune hvor der arrangeres omvisninger i sommerhalvåret. En anden gård, Grimsrød, som nu er ombygget til boliger, husede Edvard Munch i en del år omkring første verdenskrig.
Gullholmen er en ø som ligger vest for Jeløy. På øen Gullholmen fyr med fyrvogterens gamle bolig.